# Gatzweiler (Mönchengladbach)
Gatzweiler ist eine Honschaft (Ortsteil) des Stadtteils Rheindahlen-Land im Stadtbezirk West (bis 22. Oktober 2009 Rheindahlen) in Mönchengladbach. Zudem stellt der Ort den westlichsten Ort des Mönchengladbacher Stadtgebietes dar.

## Geografie
Gatzweiler liegt am westlichen Stadtrand von Mönchengladbach zur Stadtgrenze an den Kreis Heinsberg und Wegberg und hatte im Jahr 2009 62 Einwohner. Westlich von Gatzweiler fließt der Mühlenbach. Rheindahlen, der Hauptort der Honschaft, befindet sich rund anderthalb Kilometer Luftlinie entfernt in nordöstlicher Richtung. Durch das Straßendorf Gatzweiler zieht die von Griesbarth nach Wegberg-Berg führende Kreisstraße 10. Die Ortschaft ist in Ost-West-Ausdehnung rund 530 Meter lang.

### Nachbargemeinden
| JHQ Rheindahlen | JHQ Rheindahlen                             | Broich                 |
| Berg zu Wegberg | Kompassrose, die auf Nachbargemeinden zeigt | Woof                   |
| Wegberg         | Beeck zu Wegberg                            | Ellinghoven zu Wegberg |

## Kultur und Sehenswürdigkeiten
An Gebäuden ist die Vollmühle ebenso zu nennen, wie die unter Denkmalschutz stehende Kapelle „zum hl. Josef“, die zum Pfarrbezirk St. Rochus der benachbarten Honschaft Broich gehört.